# Pollenia inconclusa
Pollenia inconclusa este o specie de muște din genul Pollenia, familia Calliphoridae. A fost descrisă pentru prima dată de Walker în anul 1862. Conform Catalogue of Life specia Pollenia inconclusa nu are subspecii cunoscute.